# 派西恩斯 (加利福尼亞州)
派西恩斯（英語：Paicines）是位於美國加利福尼亞州聖貝尼托縣的一個非建制地區。該地的面積和人口皆未知。

## 地理
派西恩斯的座標為36°43′43″N 121°16′39″W / 36.72861°N 121.27750°W，而該地的平均海拔高度為207米（即680英尺）。